# Stefan Sutter
Stefan Sutter (* 1961) ist ein Schweizer Politiker (CVP).

## Leben
Von 2003 bis 2005 war Sutter für den Bezirk Rüte im Innerrhodener Grossen Rat. Die Landsgemeinde 2005 wählte ihn in die Standeskommission des Kantons Appenzell Innerrhoden als Bauherr: Er war Vorsteher des Bau- und Umweltdepartements. und ersetzte Hans Sutter.
Sutter ist Präsident der Stiftung «Pro Innerrhoden» und wohnt in Appenzell Steinegg.